# Antonio das Mortes
Pour plus de détails, voir Fiche technique et Distribution.
Antonio das Mortes (O Dragão da Maldade contra o Santo Guerreiro) est un film brésilien réalisé par Glauber Rocha, sorti en 1969.
En novembre 2015, le film est inclus dans la liste établie par l'Association brésilienne des critiques de cinéma (Abraccine) des 100 meilleurs films brésiliens de tous les temps.

## Synopsis
L'intrigue se déroule dans une petite ville du sertão brésilien, après la Seconde Guerre mondiale. Antonio das Mortes, un ex-tueur à gages, reprend ses activités lorsque le colonel Horacio lui offre une belle somme d'argent pour abattre publiquement Coreira, un homme qui commençait à un peu trop agiter les foules. Ce dernier dirige une bande de féroces paysans, les beatos, en compagnie d'un ex-esclave africain et d'une sainte de la région. La rencontre se déroule sous la forme d'un combat à mort entre les deux hommes, avec les passants comme fervents spectateurs. Quoi qu'il en soit, Antonio Das Mortes exécute Coreira à la machette sur la place publique, et décide de savourer sa victoire en allant boire. Un instituteur passant par là lui adresse des remarques et l'amène à s'interroger sur ses actes. Quand le colonel Horacio engage une troupe de criminels sanguinaires pour exterminer les déshérités, Das Mortes se lance dans une guerre sans merci contre son ancien employeur.

## Fiche technique
- Titre : Antonio das Mortes
- Titre original : O Dragão da Maldade contra o Santo Guerreiro (littéralement en français : Le Dragon de la méchanceté contre le saint guerrier)
- Réalisation : Glauber Rocha
- Scénario : Glauber Rocha
- Production : Luiz Carlos Barreto (pt), Claude-Antoine, Glauber Rocha et Zelito Viana (pt) pour Mapa Filmes (pt)
- Assistants réalisateur : Antônio Calmon, Ronaldo Duarte
- Photographie : Affonso Beato
- Format : Eastmancolor, 35 mm
- Son : Walter Goulart - mono
- Effets sonores : Paulo Lima
- Musique : Marlos Nobre (pt), Walter Queiroz (pt), Sérgio Ricardo et musiques du folklore de Bahia et Minas
- Montage : Eduardo Escorel (pt)
- Décors et costumes : Glauber Rocha, Hélio Eichbauer (pt), Paulo Gil Soares et Paulo Lima
- Pays d'origine :  Brésil
- Langue originale : portugais
- Durée : 95 minutes
- Tournage : Milagres (État de Bahia)
- Dates de sortie : 20 mai 1969 au Festival de Cannes ; 14 juin 1969 au Brésil.

## Distribution
- Maurício do Valle (pt) : Antonio das Mortes
- Odete Lara (pt) : Laura
- Othon Bastos (pt) : l'instituteur
- Hugo Carvana : le commissaire Mattos
- Jofre Soares (pt) : le colonel Horácio
- Lorival Pariz : Coirana
- La population de Milagres

## Récompenses
- Prix de la mise en scène du Festival de Cannes